# تشارلز جي. فيني
تشارلز جي. فيني (بالإنجليزية: Charles G. Finney)‏‏ (1 ديسمبر 1905 في سيداليا - 16 أبريل 1984 في بيما) صحفي، وكاتب، وروائي من الولايات المتحدة.

## الجوائز
- جائزة الكتاب الوطني  [لغات أخرى]‏